# 追浜ワークス
追浜ワークス（おっぱまワークス）は、1960年代 - 1970年代の日産自動車のワークス・チームのうち、神奈川県横須賀市の追浜工場内にある日産の総合研究所配下のチーム、また同チームと契約を結んでいたドライバーのことを指す。

## 概要
1963年に日産社内に実験部第3実験課が創設されたのを「追浜ワークス」の実質的な起源とするのがメディアでは一般的である。初代課長（実質的な監督）には、1958年にオーストラリア・モービルガス・トライアルでダットサン1000乗用車がクラス優勝を飾った際のドライバーである難波靖治が就任した。
1966年に日産がプリンス自動車と合併したために組織改編が行われ、旧日産側のチームは「特殊車両部第1実験課」と名称を改めラリー活動に専念することになり、サーキットレース用の車両については旧プリンス側チームが母体の「特殊車両部第2実験課」が担当することになった。旧プリンス側の部隊については、本拠地は追浜ではなく旧プリンスの村山工場内に置かれていたが、当時メディアではこれら特殊車両部全体を指して「追浜ワークス」と称する場合が多かった。
第2実験課は日本グランプリ参戦用マシンとして、R380 - R383といったプロトタイプレーシングカーの開発を担当。一方で第1実験課はサファリラリー等の国際ラリーに出場するマシンの開発を担当していた。
プロトタイプカーを開発する追浜ワークスは「一軍」とみなされ、ツーリングカーやGTカー（市販車の改造マシン）でレースを行う二軍的チームとして大森ワークス（日産宣伝部が管轄）が存在した。
1970年、「排ガス対策の開発に集中する」という理由から日産が日本グランプリへの参加を取りやめたため、第2実験課はプロトタイプカー開発を中止し、ツーリングカーの開発にシフト。追浜ワークスがツーリングカー開発に参入（再参入）したため、それ以降の両ワークスは同じ日産直属の組織でありながら、ライバル関係が激化する。両ワークスの切磋琢磨の結果、スカイライン2000GT-RやフェアレディZといった車種がレースで圧倒的な強さを発揮するが、1974年にオイルショックの影響から日産がツーリングカーレースへの参戦も取りやめると、第2実験課は実質的な活動を停止した。
1970年代後半には、自動車排出ガス規制への注力により日産社内のモータースポーツ関連の予算が大幅に削減されたため、村山の第2実験課が解散し、追浜の第1実験課に機能が統合された。しかし第1実験課によるラリー活動は続けられ、1979年から1982年にかけてサファリラリーで総合4連覇を達成している。またこの時期、日産としては珍しくフォーミュラカー分野への参戦（フォーミュラ・パシフィックへのエンジン供給）も行われている。
1980年代に入ると景気が回復したため、追浜もスカイライングループ5に代表されるシルエットフォーミュラの開発など、サーキットレース用の車両開発を徐々に再開。しかし1984年に大森ワークスをベースにNISMOが設立され、日産のモータースポーツ活動を全てNISMOに集約することとなり、レーシングチームとしての追浜ワークスは消滅した。以後、いわゆるグループC（全日本スポーツプロトタイプカー耐久選手権（JSPC）など）用車両の開発など一部機能が追浜に残されたが、1990年代以降の日産の経営悪化に伴いそれらも規模を縮小し、最終的にNISMOに移管されている。

## 主な所属ドライバー
- 田中健二郎 - 1965年加入。元ホンダ世界GPライダーであり、1964年にホンダに在籍しつつ日産宣伝部ワークス（後の大森ワークスの母体）にスポット加入し、第2回日本グランプリに出場しクラス優勝[3]。1968年にタキ・レーシングへと移籍し、以後はフリー（プライベーター）。2007年死去。
- 高橋国光 - 1965年、ホンダの同僚だった田中健二郎に誘われる形で加入（2輪から4輪に転向）。1974年に追浜ワークスが正式に活動を停止するまでプライベートチームとの並行活動。
- 北野元 - 1965年に、ホンダの同僚の高橋国光と同様の経緯で加入。1974年に追浜ワークスが正式に活動停止をするまでプライベートチームとの並行活動。
- 黒沢元治 - 大森ワークスから1968年昇格。1972年末でニッサンを辞めてヒーローズレーシングへ移籍。以後フリー（プライベーター）。
- 都平健二 - 大森ワークスから1969年昇格。1974年の正式な活動停止までプライベートチームとの並行活動。
- 長谷見昌弘 - 大森ワークス（1965〜1967年）タキ・レーシング（1968〜1969年）を経て1970年に加入。以後1974年までプライベートチームと並行しての活動。
- 砂子義一 - 元プリンスワークスドライバーで、1966年8月、プリンス自動車との合併後加入。1971年までドライバーとして活動し、以後はマネジメントにまわる
- 横山達 - 元プリンスワークスドライバーで、1966年8月、プリンス自動車との合併後加入。1970年まで活動。砂子義一と共にマネジメント役を担当。後にニッサン系の自動車工場であるスクーデリアニッサンを主宰。1998年死去。
- 大石秀夫 - 元プリンスワークスドライバーで、1966年8月、プリンス自動車との合併後加入。1970年まで所属。その後黒沢レーシングに移籍し1972年まで活動。
- シェカー・メッタ - 前述したサファリラリー4連覇時のドライバー。それ以前に1973年にもダットサンを駆って総合優勝している。